# Monfero

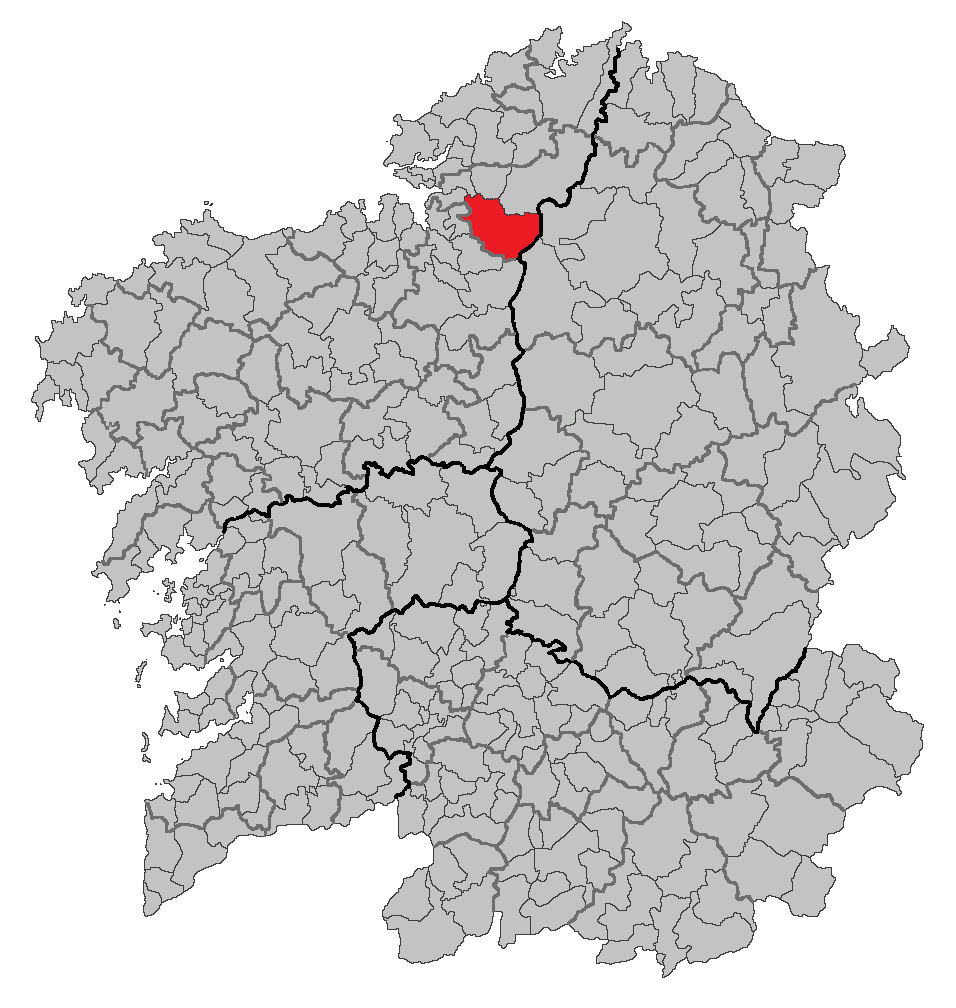
Localização de Monfero

Monfero é um município da Espanha na província 
da Corunha, 
comunidade autónoma da Galiza, de área 172,43 km² com 
população de 2400 habitantes (2007) e densidade populacional de 14,44 hab/km².

## Demografia
| Variação demográfica do município entre 1991 e 2004 | Variação demográfica do município entre 1991 e 2004 | Variação demográfica do município entre 1991 e 2004 | Variação demográfica do município entre 1991 e 2004 |
| --------------------------------------------------- | --------------------------------------------------- | --------------------------------------------------- | --------------------------------------------------- |
| 1991                                                | 1996                                                | 2001                                                | 2004                                                |
| 3008                                                | 2847                                                | 2562                                                | 2490                                                |